# 황지우
황지우(黃芝雨, 1952년 1월 25일 ~ )는 대한민국의 시인이자 미술평론가이다. 서울대학교 미학과를 졸업하고 서강대학교 대학원 철학과에서 석사학위를 받았으며 홍익대학교 대학원 미학과에서 박사과정을 수료했다. 1980년 《중앙일보》 신춘문예에 입선하고 《문학과지성》에 시를 발표하며 등단했다. 한신대학교 문예창작학과 교수를 거쳐 현재 한국예술종합학교 연극원 극작과 교수로 재직 중이다.

## 학력
- 광주중앙초등학교
- 광주서중학교
- 광주제일고등학교
- 서울대학교 미학과 졸업
- 서강대학교 대학원 철학 석사 졸업
- 홍익대학교 대학원 미학 박사 수료

## 생애

### 유년 시절
본명은 황재우이며, 1952년에 해남군 북일면 신월리 배다리 마을에서 태어났으며 교사 출신 형 황승우(법명 혜당)는  태고종 선암사에서 득도했다. 1955년 광주로 이사를 가자 광주중앙초등학교에 입학하였다. 중학교 시절 정음사에서 나온 세계문학전집을 읽었고, 이 무렵부터 문학에 관심을 두기 시작했다. 서울대학교 재학시절 전 문화재청장 유홍준과 친구로서 교류를 해오고 있다.

## 시집
- 《새들도 세상을 뜨는구나》 (문학과지성사, 1983) (ISBN 89-320-0187-1)
- 《겨울-나무로부터 봄-나무에로》 (민음사, 1985) (ISBN 89-374-0621-7)
- 《나는 너다》 (풀빛, 1987) (ISBN 89-7474-837-1)
- 《게 눈속의 연꽃》 (문학과지성사, 1990) (ISBN 89-320-0481-1)
- 《저물면서 빛나는 바다》 (조각 시집-학고재, 1995)
- 《어느 날 나는 흐린주점에 앉아 있을 거다》 (문학과지성사, 1998) (ISBN 89-320-1051-X)

## 희곡
- 《오월의 신부》 (문학과지성사, 2000) ISBN 89-320-1162-1

## 수상
- 1983년 제3회 김수영문학상
- 1991년 제36회 현대문학상
- 1993년 제8회 소월시문학상
- 1999년 제1회 백석문학상 및 제7회 대산문학상
- 2006년 옥관문화훈장

## 참고 자료
- “대한민국 대표 인명록”. (주)한국의 인물. 2008년 9월 17일에 원본 문서에서 보존된 문서. 2009년 5월 1일에 확인함.

1. ↑  정대하 (2015년 5월 12일). ““80년 5월 참상 외신기자 통역한 뒤 속세 떠난 ‘영어 달인’ 승려””. 한겨레신문. 2023년 1월 23일에 확인함.